# 駒井高白斎
駒井 高白斎（こまい こうはくさい）は、戦国時代の武将。甲斐武田氏家臣。譜代家老衆。武田信虎・晴信（信玄）期の武田家用務日誌を基に成立したとされる『高白斎記（甲陽日記）』原本の作者と考えられている人物。「高白斎」は出家名で、出家前の諱は政武（まさたけ）・昌頼など諸説あり、人物比定についても異説がある。

## 生涯
駒井氏は甲斐源氏武田氏の分流で、巨摩郡駒井郷（山梨県韮崎市）を本拠とする一族。
『高白斎記』では天文11年（1542年）から「高白斎」の名が見られ、それ以前に見られる駒井姓の人物では「昌頼」の活動が見られ、天文10年（1541年）の信虎の駿河追放を契機に駒井昌頼が出家し「高白斎」を名乗り、信虎の駿河行きを事前に知らされていないことから、高白斎は信虎から晴信近臣と認識されていた可能性が考えられている。
晴信期には内外両面における多様な活動が見られ、晴信期に本格化する信濃侵攻においては、諏訪攻めにおける天文11年（1542年）9月25日に造反した高遠頼継攻略の先陣を務め、翌26日には藤沢頼親が籠城する信濃国伊那郡福与城を陥落させた（『高白斎記』）。また、降伏した信濃国衆との取次や調略にも携わり、天文18年（1549年）には小県郡村上義清との和睦交渉を行っているが、これは実現していない。
武田氏は信虎追放以前から駿河国今川氏と甲駿同盟を結んでいたが、甲駿同盟は今川氏と相模国の後北条氏との駿相同盟の解消を引き起こし、駿相国境の駿河・富士両郡を巡る今川と北条の抗争が発生していた（河東の乱）。天文14年（1545年）に今川・北条双方との同盟関係にある武田氏は両者の調停に乗り出しており、この際に高白斎は板垣信方、向山又七郎らとともに調停に周旋している（『高白斎記』）。また、三条西実澄、四辻実遠、冷泉為和ら公卿の接待も行い、対朝廷外交にも携わっている。
天文19年（1550年）には晴信名代として義元夫人（晴信姉）の見舞・葬儀に赴いており、天文21年（1552年）11月、信玄の嫡子義信と今川義元の娘との縁談に奔走し約定を取り付けており、三国同盟の成立にも携わっている（『高白斎記』）。
永禄6年（1563年）5月晦日には高野山において供養が行われていることからそれ以前に死去していると考えられており、以降は嫡男の昌直（右京進）の活動が見られる。
高白斎は晴信側から家臣団への上位通達、家臣側から申請報告を行う取次立場にあり、偏諱授与や家臣団や国衆、他国への贈答品の仲介など多方面において活動が見られる。内政面では諸役免許や知行宛行、所領安堵などの各種文書発給を行っているほか、天文16年（1547年）5月30日には武田領国における分国法である甲州法度次第の起草を行い、信玄に提出したという。このような内外両面における多様な活動は武田家中においても特例で、勝頼期の跡部勝資に比する政治的立場にあった人物であると指摘されている。

## 関連作品
- 風林火山（2007年、NHK大河ドラマ、演：駒井政武 - 高橋一生）
- 赤神諒『計策師　甲駿相三国同盟異聞』（朝日新聞出版社、2019年10月7日）ISBN 978-4022516404（駒井高白斎を副主人公とする）